# Sea You Festival
Das Sea You Festival ist ein Musikfestival der elektronischen Tanzmusik, das seit 2002 am Tunisee in Freiburg-Hochdorf veranstaltet wird. Von 2002 bis 2012 war der Name des Festivals Sea of Love.

## Geschichte

### Sea of Love (Erster Veranstalter)

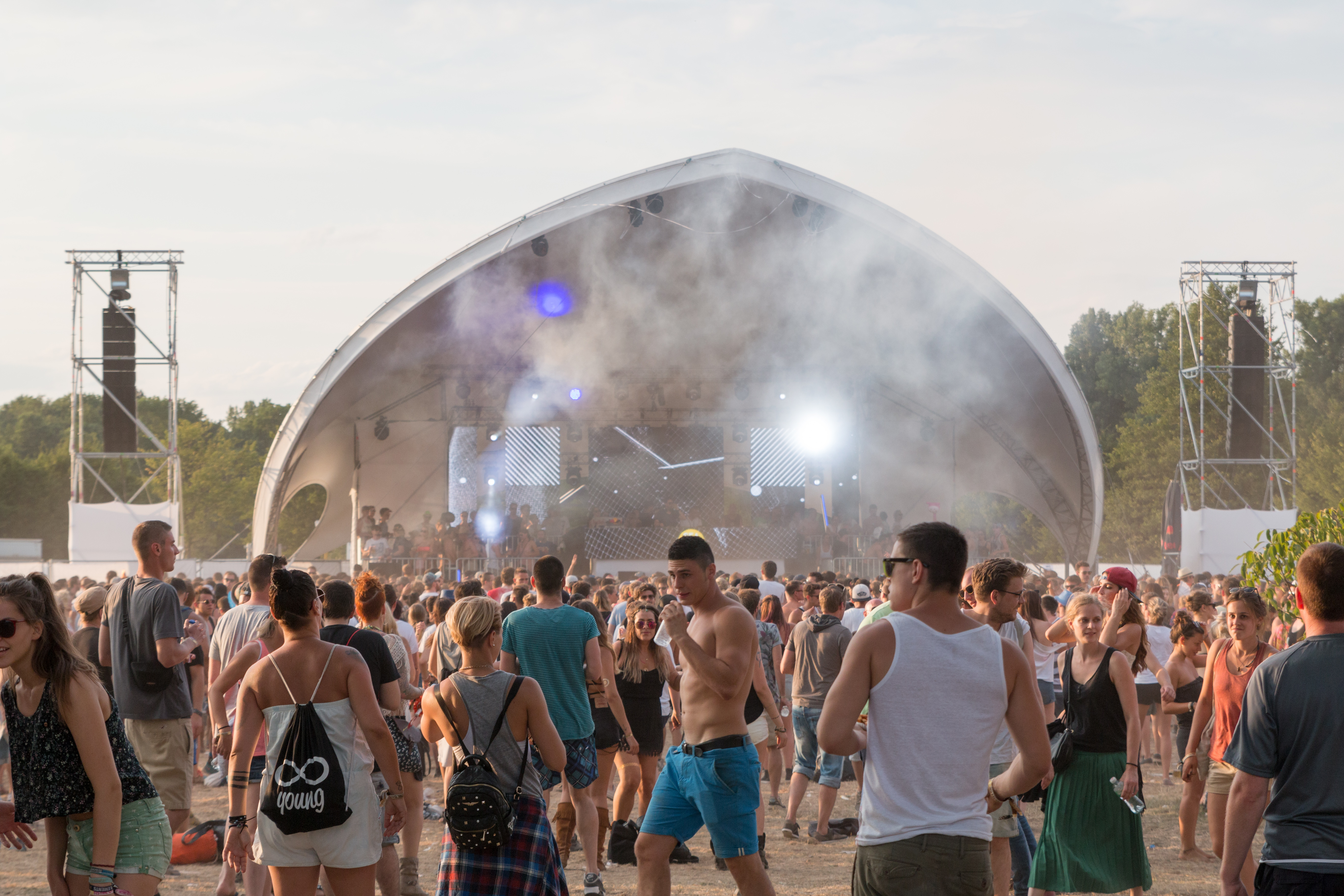
Hauptbühne des Sea You Festivals (2015).

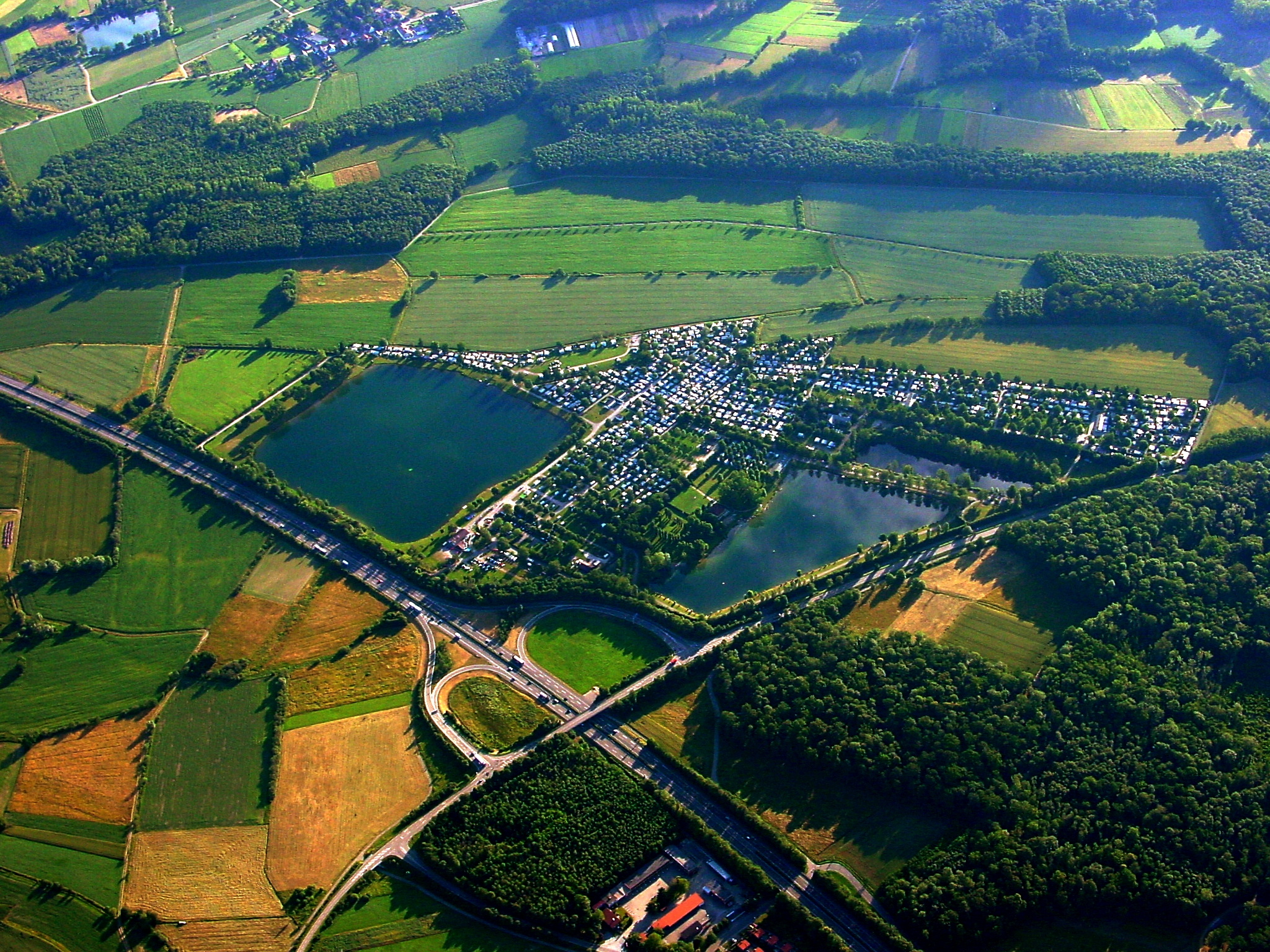
Tunisee (größerer See links oben), der Baggersee bei Freiburg, an dem das Sea You Festival stattfindet

Die erste Veranstaltung der Reihe im Jahr 2002, welche damals von der Firma Endless Event organisiert wurde, wurde von über 2.500 Zuschauern besucht. Als Headliner spielte Sven Väth. Handelte es sich dabei noch um eine eintägige Veranstaltung, hatte Veranstalter Bela Gurath nach dem Festival von 2004 die Idee, es auf eine mehrtägige Veranstaltung auszudehnen. Als Headliner spielten im Jahr 2005 die Künstler Monika Kruse und DJ Rush. Letzterer gehörte auch im folgenden Jahr, als das Festival noch immer eintägig war, zu den Headlinern (zusammen mit Felix da Housecat, Tiefschwarz und Turntablerocker).
Im Jahr 2007 gab es eine Seebühne sowie eine weitere in einem überdachten Zelt. Headliner waren The Disco Boys, Moguai und Moonbootica. Dennoch war die Veranstaltung noch immer auf den Sonntag beschränkt. So auch 2008, als die Headliner Felix da Housecat und Lexy (von Lexy & K-Paul) krankheitsbedingt absagen mussten. Weitere Headliner waren damals erneut Monika Kruse und Tiefschwarz. Im Jahr 2009 spielten einige der bisherigen Headliner bereits von über 6.000 Zuschauern. Im Jahr 2010 lief das Festival zum ersten Mal über zwei Tage. Am Samstag spielten 2raumwohnung, Paul Kalkbrenner, Chris Liebing und Die Fantastischen Vier, während am Sonntag 2Many DJs, Tiga, DJ Karotte, Lexy & K-Paul, Marco Petralia und andere zu sehen waren. Die Besucherzahl stieg 2010 auf 15.000.
Für die zehnte Veranstaltung im Jahr 2011 wurden Ende 2010 unter anderem Moby, Tiësto, Paul Kalkbrenner, Robyn und DJ Rush als Headliner bekanntgegeben. Erstmals wurde die Veranstaltung zudem auf drei Tage ausgedehnt und wurde damit zum zweitgrößten Musikfestival Baden-Württembergs (nach dem Southside-Festival) Hierbei muss jedoch erwähnt werden, dass im selben Jahr die Besucherzahl von Rock am See von 23.000 auf 13.000 gefallen war, die sich im folgenden Jahr jedoch wieder auf 25.000 stabilisierte.
Im Laufe der Veranstaltung Sea of Love 2011 gab es jedoch massive Probleme: Die freitägliche Abendveranstaltung in der Rothaus-Arena der Messe Freiburg war mit 6.500 Besuchern restlos gefüllt. Weiteren 2.000 Besucher vor dem Messegelände wurde der Einlass verwehrt. Nach Angaben der Polizei, die den Messevorplatz später räumte, wurden Sicherheitsauflagen vom Veranstalter nicht eingehalten. Auch die Campingplätze waren bereits am Freitag überfüllt. Zudem wurden die Parkplätze von diversen Einzelhandelsunternehmen durch parkende Festivalgäste blockiert und die Baustelle für den Papstbesuch beschädigt.
Am Samstagabend gab es unter den Festivalgästen Verwirrung bezüglich der Eintrittskartenregelung für den Eintritt in der Messe, da hierfür ein Zusatzticket benötigt wurde. Während das Festivalgelände von 25.000 Besuchern bevölkert wurde, waren für die Halle nur 13.000 zugelassen. Der Weg vom Festivalgelände zu den Shuttlebussen führte durch einen Tunnel, was bei vielen Besuchern zu Erinnerungen an das Unglück bei der Loveparade 2010 führte und dazu, dass sie zu Fuß zur Messe liefen und dabei ungefähr 40 Besucher dabei die A5 überquerten. Die Stadtverwaltung erklärte kurz nach der Veranstaltung, dass es sie mit diesem Veranstalter, der nach ihrer Meinung überfordert war, nicht mehr geben werde.

### Sea of Love (Zweiter Veranstalter)
Ende 2011 wurde bekannt, dass der bisherige Veranstalter die Rechte an den Konzertveranstalter „KOKO & DTK Entertainment“ verkauft hatte und ihm ein Bußgeld droht, das später auf 100.000 Euro festgesetzt wurde. Koko kündigte an, sich nur auf den Tunisee konzentrieren zu wollen. Zu diesem Festival am 14. und 15. Juli 2012 wurden 20.000 Besucher erwartet, jeweils 15.000 Besucher kamen an den beiden Tagen tatsächlich, um Künstler wie Deichkind oder Gorillaz Sound System zu sehen. Im Dezember 2012 gab das Unternehmen bekannt, dass KOKO & DTK Entertainment keine weiteren Festivals im Rahmen der Reihe Sea of Love ausrichten wird.
Als direkte Konsequenz aus den Ereignissen bei Sea of Love 2011 wurde Ende Januar 2013 im Freiburger Gemeinderat ein Konzept zur Organisation zukünftiger Veranstaltungen seitens der Stadtverwaltung beschlossen sowie die Einrichtung einer Stabsstelle Veranstaltungsmanagement im ersten Quartal 2013. Diese Stelle wurde in der Gemeinderatssitzung vom 16. April 2013 für das Amt für öffentliche Ordnung genehmigt.

### Sea You
Im Juli 2014 wurde das Sea of Love-Festival unter dem neuen Namen Sea You in einem auf etwa 10.000 Besucher begrenzten kleineren Rahmen fortgesetzt. Veranstalter war die Ludwigshafener Event-Agentur Cosmopop. Am 18. und 19. Juli 2015 fand die zweite Auflage des Festivals statt, die über 15.000 Besucher anzog. Seit 2015 ist die speziell für das Festival gegründete Sea You Freiburg GmbH Veranstalter. Bei der Austragung des Festivals im Jahr 2018 wurde erstmals die Zahl von 30.000 Besuchern überschritten.

## Lineups
| Jahr | Headliner | Datum                                              | Besucher                                           | Name/Veranstalter                                  |
| ---- | --- | -------------------------------------------------- | -------------------------------------------------- | -------------------------------------------------- |
| 2002 | Sven Väth, Chris Liebing | 23. Juni 2002                                      | 2.500                                              | Sea of Love Endless Event                          |
| 2003 | DJ Rush, Marco Carola, Mas Ricardo, Tom Novy | 27. Juli 2003                                      |                                                    | Sea of Love Endless Event                          |
| 2004 | Chris Liebing, Tom Novy, Dave Clarke, Turntablerocker | 13. Juni 2004                                      |                                                    | Sea of Love Endless Event                          |
| 2005 | DJ Rush, Monika Kruse, Karotte, Moguai, Mr. Mike | 19. Juni 2005                                      |                                                    | Sea of Love Endless Event                          |
| 2006 | Felix da Housecat, DJ Rush, Turntablerocker, Tiefschwarz, Marco Bailey, Milk & Sugar                                                                                   | 16. Juli 2006                                      |                                                    | Sea of Love Endless Event                          |
| 2007 | DJ Hell, Tiefschwarz, Moguai, The Disco Boys, Moonbootica, Monika Kruse, DJ Murphy                                                                                     | 24. Juni 2007                                      |                                                    | Sea of Love Endless Event                          |
| 2008 | Felix da Housecat (abgesagt), Tiefschwarz, Lexy (abgesagt) & K-Paul, Monika Kruse, DJ Murphy                                                                           | 13. Juli 2008                                      |                                                    | Sea of Love Endless Event                          |
| 2009 | Digitalism, Turntablerocker, Lexy & K-Paul, Tiefschwarz, Anthony Rother, Monika Kruse, The Disco Boys, Guru Josh Project, Marco Petralia                               | 28. Juni 2009                                      | 6.000                                              | Sea of Love Endless Event                          |
| 2010 | Die Fantastischen Vier, 2manydjs, Paul Kalkbrenner, DJ Hell, Boys Noize, Fedde Le Grand, Chris Liebing, Stromae, 2raumwohnung, Tiga, Turntablerocker                   | 17. & 18. Juli 2010                                | 15.000                                             | Sea of Love Endless Event                          |
| 2011 | Moby, Paul Kalkbrenner, David Guetta, Tiësto | 15., 16. & 17. Juli 2011                           | 25.000                                             | Sea of Love Endless Event                          |
| 2012 | Gorillaz, Deichkind | 14. & 15. Juli 2012                                | 15.000                                             | Sea of Love KOKO & DTK Entertainment               |
| 2013 | Keine Veranstaltung | Keine Veranstaltung                                | Keine Veranstaltung                                | Keine Veranstaltung                                |
| 2014 | Richie Hawtin, Marco Carola, Ben Klock, Nina Kraviz, Loco Dice, tiNi, DJ Koze, Luciano                                                                                 | 18., 19. & 20. Juli 2014                           | 15.000                                             | Sea You Festival Cosmopop                          |
| 2015 | Carl Cox, Sven Väth, Robin Schulz, Maceo Plex, Joseph Capriati, Nina Kraviz, Pan-Pot                                                                                   | 18. & 19. Juli 2015                                | 14.000                                             | Sea You Festival Sea You Freiburg                  |
| 2016 | Robin Schulz, Sven Väth, Jamie Jones, Tale Of Us, Nina Kraviz, Luciano, Chris Liebing, Joris Voorn, Monika Kruse                                                       | 16. & 17. Juli 2016                                | 20.000                                             | Sea You Festival Sea You Freiburg                  |
| 2017 | Paul Kalkbrenner, Marco Carola, Solomun, Maceo Plex, Vini Vici, Loco Dice, Adam Beyer, Neelix                                                                          | 15. & 16. Juli 2017                                | 27.000                                             | Sea You Festival Sea You Freiburg                  |
| 2018 | Marco Carola, Richie Hawtin, Jeff Mills, Nina Kraviz, Stephan Bodzin, Adam Beyer                                                                                       | 14. & 15. Juli 2018                                | 34.000                                             | Sea You Festival Sea You Freiburg                  |
| 2019 | Solomun, Sven Väth, Jamie Jones, Adam Beyer, Maceo Plex, Boris Brejcha, Amelie Lens, Alle Farben                                                                       | 13. & 14. Juli 2019                                | 40.000                                             | Sea You Festival Sea You Freiburg                  |
| 2020 | Keine Veranstaltung aufgrund der COVID-19-Pandemie | Keine Veranstaltung aufgrund der COVID-19-Pandemie | Keine Veranstaltung aufgrund der COVID-19-Pandemie | Keine Veranstaltung aufgrund der COVID-19-Pandemie |
| 2021 | Keine Veranstaltung aufgrund der COVID-19-Pandemie | Keine Veranstaltung aufgrund der COVID-19-Pandemie | Keine Veranstaltung aufgrund der COVID-19-Pandemie | Keine Veranstaltung aufgrund der COVID-19-Pandemie |
| 2022 | Amelie Lens, Paul Kalkbrenner, Fisher, Claptone, Boris Brejcha, Reinier Zonneveld, Stephan Bodzin, Pan-Pot, Maceo Plex, Neelix, Liquid Soul, Ace Ventura, BLiSS, Phaxe | 15., 16. & 17. Juli 2022                           | 40.000                                             | Sea You Festival Sea You Freiburg                  |
| 2023 | Alle Farben, Boris Brejcha, Charlotte de Witte, Gestört aber GeiL, Neelix, Reinier Zonneveld, Richie Hawtin                                                            | 14., 15. & 16. Juli 2023                           |                                                    | Sea You Festival Sea You Freiburg                  |
| 2024 | Boris Brejcha, Neelix, Sven Väth, Alle Farben, Boys Noize, Fisher | 19., 20. & 21. Juli 2024                           | 72.000                                             | Sea You Festival Sea You Freiburg                  |
| 2025 | Nina Kraviz, Reinier Zonneveld, Neelix, Kobosil, I Hate Models, Sven Väth, Alle Farben, Gestört aber GeiL, James Hype                                                  | 18., 19. & 20. Juli 2025                           | 71.000                                             | Sea You Festival Sea You Freiburg                  |

## Anbindung
Das Festivalgelände kann mit Shuttle-Bussen vom Hauptbahnhof Freiburg aus erreicht werden.
Am Haupteingang nördlich des Festivalgeländes befindet sich ein Fahrradparkplatz. Dieser wird von Freiburg aus über Gundelfingen oder das Industriegebiet Nord erreicht.